# Karate-Weltmeisterschaften 2006
Die achtzehnten Karate-Weltmeisterschaften fanden 2006 in Tampere, Finnland statt.

## Medaillen

### Männer
| Disziplin          | Gold               | Silber                  | Bronze             |
| ------------------ | ------------------ | ----------------------- | ------------------ |
| Kata Herren        | Luca Valdesi       | Takashi Katada          | Antonio Díaz       |
| Kata Herren        | Luca Valdesi       | Takashi Katada          | Akio Tamashiro     |
| Kata Team          | Italien            | Frankreich              | Japan              |
| Kata Team          | Italien            | Frankreich              | Ägypten            |
| Kumite bis 60 kg   | Hossein Rouhani    | Gurban Taghiyev         | Montassar Tabben   |
| Kumite bis 60 kg   | Hossein Rouhani    | Gurban Taghiyev         | Ibrahim Khalifa    |
| Kumite bis 65 kg   | César Castaño      | Luis Plumacher          | Donny Dharmawan    |
| Kumite bis 65 kg   | César Castaño      | Luis Plumacher          | Marko Lučić        |
| Kumite bis 70 kg   | Rəfael Ağayev      | Diego Vandeshrick       | Saeid Farrokhi     |
| Kumite bis 70 kg   | Rəfael Ağayev      | Diego Vandeshrick       | Takuro Nehei       |
| Kumite bis 75 kg   | Jasem Vishgahi     | David Santana           | El-Sayed El-Feky   |
| Kumite bis 75 kg   | Jasem Vishgahi     | David Santana           | Ko Matsuhisa       |
| Kumite bis 80 kg   | Luihi Busà         | Mohamed Abdelrahman     | Esmaeil Torkzad    |
| Kumite bis 80 kg   | Luihi Busà         | Mohamed Abdelrahman     | Philippe Poirier   |
| Kumite über 80 kg  | Marko Luhamaa      | Mohanad Magdy           | Stefano Maniscalco |
| Kumite über 80 kg  | Marko Luhamaa      | Mohanad Magdy           | Yann Baillon       |
| Kumite offen ippon | Stefano Maniscalco | Daniël Sabanovic        | Khalid Khalidov    |
| Kumite offen ippon | Stefano Maniscalco | Daniël Sabanovic        | Iván Leal          |
| Team               | Spanien            | Bosnien und Herzegowina | Ägypten            |
| Team               | Spanien            | Bosnien und Herzegowina | England            |

### Damen
| Event              | Gold             | Silber            | Bronze            |
| ------------------ | ---------------- | ----------------- | ----------------- |
| Kata Damen         | Sara Battaglia   | Nguyễn Hoàng Ngân | Myriam Szkudlarek |
| Kata Damen         | Sara Battaglia   | Nguyễn Hoàng Ngân | Elmi Kurita       |
| Kata Team          | Frankreich       | Japan             | Spanien           |
| Kata Team          | Frankreich       | Japan             | Peru              |
| Kumite bis 53 kg   | Tomoko Araga     | Selene Guglielmi  | Heba El-Sayed     |
| Kumite bis 53 kg   | Tomoko Araga     | Selene Guglielmi  | Kora Knühmann     |
| Kumite bis 60 kg   | Eva Medveďová    | Nassim Varasteh   | Diana Schwab      |
| Kumite bis 60 kg   | Eva Medveďová    | Nassim Varasteh   | Yuka Sato         |
| Kumite über 60 kg  | Laurence Fischer | Ayaka Arai        | Jessica Bratich   |
| Kumite über 60 kg  | Laurence Fischer | Ayaka Arai        | Tamara Filipović  |
| Kumite offen ippon | Yıldız Aras      | Yadira Lira       | Claudia Niţu      |
| Kumite offen ippon | Yıldız Aras      | Yadira Lira       | Snežana Perić     |
| Team               | Japan            | Spanien           | Schweiz           |
| Team               | Japan            | Spanien           | Deutschland       |

## Medaillenspiegel
| Rang  | Land                    | Gold | Silber | Bronze | Gesamt |
| ----- | ----------------------- | ---- | ------ | ------ | ------ |
| 1     | Italien                 | 5    | 1      | 1      | 7      |
| 2     | Japan                   | 2    | 3      | 4      | 9      |
| 3     | Spanien                 | 2    | 2      | 2      | 6      |
| 4     | Frankreich              | 2    | 1      | 2      | 5      |
| 5     | Iran                    | 2    | 0      | 2      | 4      |
| 6     | Aserbaidschan           | 1    | 1      | 0      | 2      |
| 7     | Estland                 | 1    | 0      | 0      | 1      |
| 7     | Türkei                  | 1    | 0      | 0      | 1      |
| 7     | Slowakei                | 1    | 0      | 0      | 1      |
| 10    | Ägypten                 | 0    | 2      | 5      | 7      |
| 11    | Kanada                  | 0    | 1      | 1      | 2      |
| 11    | Venezuela               | 0    | 1      | 1      | 2      |
| 13    | Belgien                 | 0    | 1      | 0      | 1      |
| 13    | Bosnien und Herzegowina | 0    | 1      | 0      | 1      |
| 13    | Mexiko                  | 0    | 1      | 0      | 1      |
| 13    | Niederlande             | 0    | 1      | 0      | 1      |
| 13    | Vietnam                 | 0    | 1      | 0      | 1      |
| 18    | Deutschland             | 0    | 0      | 2      | 2      |
| 18    | Peru                    | 0    | 0      | 2      | 2      |
| 18    | Serbien                 | 0    | 0      | 2      | 2      |
| 18    | Schweiz                 | 0    | 0      | 2      | 2      |
| 22    | Australien              | 0    | 0      | 1      | 1      |
| 22    | Kroatien                | 0    | 0      | 1      | 1      |
| 22    | England                 | 0    | 0      | 1      | 1      |
| 22    | Indonesien              | 0    | 0      | 1      | 1      |
| 22    | Kasachstan              | 0    | 0      | 1      | 1      |
| 22    | Rumänien                | 0    | 0      | 1      | 1      |
| 22    | Tunesien                | 0    | 0      | 1      | 1      |
| 22    | Vereinigte Staaten      | 0    | 0      | 1      | 1      |
| Total | Total                   | 17   | 17     | 34     | 68     |